# Ausztrália világörökségi helyszínei
Ausztrália területéről eddig húsz helyszín került fel a világörökségi listára, négy további helyszín a javaslati listán várakozik a felvételre.
| | Nagy-korallzátony |
| Felvétel: 1981 |                   |
| Természeti (VII)(VIII)(IX)(X) |                   |
| Hivatkozás: 154, védett terület: 34 870 000 ha |                   |
| Az Ausztrália északkeleti partjainál húzódó Nagy-korallzátony a világ legnagyobb korallzátonya. Ez egyben a világ legnagyobb természeti építménye, amelyet korallpolipok alakítottak ki mintegy nyolcezer év alatt. A poliplárvák a vízfelszín közeli szirtekre telepszenek, mészvázat választanak ki, telepeket hoznak létre, majd pusztulásuk után mészvázuk maradványain a lárvák egy újabb nemzedéke talál élőhelyet. A közel kétezer kilométer hosszú zátonyrendszer a parttól 15-200 kilométer távolságra követi a kontinens keleti partvonalát, kiterjedése meghaladja a húszezer négyzetkilométert. A zátonyt alkotó megközelítőleg kétezerötszáz korallszirtet és ötszáz korallszigetet ezerötszáznál is több halfaj, körülbelül ötezer fajta puhatestű, továbbá szivacsok, tengeri rózsák tengeri férgek és héjas állatok népesítik be. Az egyes zátonyok két fő csoportra oszthatók, a sugaras növekedés következtében kialakuló teraszos vagy foltszerű, valamint az erős áramlatok közelében kialakuló úgynevezett falzátonyok. A területen a mai napig fedeznek fel eddig ismeretlen fajokat. A Nagy Korallzátonyhoz tartozó szigetek egy részén erdők nőnek, madarak élnek és édesvízi patakok erednek. |                   |

| | Kakadu Nemzeti Park |
| Felvétel: 1981, kiterjesztés: 1987,1992, kisebb módosítás: 2011 |                     |
| Vegyes (I)(VI)(VII)(IX)(X) |                     |
| Hivatkozás: 147, védett terület: 1 980 994,92 ha |                     |
| A Darwin várostól 250 kilométerre fekvő nemzeti park megközelítőleg húszezer négyzetkilométeren terül el. A parkban megtalálható Ausztrália madárfajainak egyharmada és emlősfajainak egyötöde. Itt él a Föld legnagyobb hüllője a sósvízi krokodil is. A táj változatos, homokkő falakból, árterekből, monszunerdőkből, szavannákból, és árapály-síkságokból áll. A folyó tölcsértorkolatát mangrovefák borítják. A természetvédelmi terület több mint ötvenezer éve folyamatosan lakott, nemzetközi elismertségre a 20. század közepén tett szert, amikor az ásatások során kőkorszaki szerszámokat tártak fel. A történelem előtti időkben élő vadászó-gyűjtögető népcsoportoktól a ma is élő bennszülött népekig barlangfestményeken és sziklába vésett alakzatokon örökítették meg életük eseményeit. A nemzeti park képe az évszakok változásával nagymértékben átalakul, az esős évszak idején több száz négyzetkilométeres árterek keletkeznek. Ilyenkor a part menti sávokat élénk színű növények borítják, és népes madárkolóniáknak adnak otthont. |                     |

| | Willandra-tóvidék |
| Felvétel: 1981 |                   |
| Vegyes (III)(VIII) |                   |
| Hivatkozás: 167, védett terület: 240 000 ha |                   |
| Az Új-Dél-Wales délnyugati részén található Willandra-tóvidék az itt feltárt negyvenezer éves településnyomokról és emberi maradványokról nevezetes. Amikor a tavakat tápláló folyó elapadt fokozatosan minden egyes tó független rendszerré vált, sósvízű tóvá vált, majd kiszáradt. A tóvidék fontos mérföldkő az emberi faj ausztráliai fejlődésének tanulmányozásában, a helyszínen részben rekonstruálható hogyan hatott egymásra az ősember és a változó természeti környezet. Az itt feltárt legfontosabb leletek közé tartoznak 35-45 ezer éves emberi csontvázak, 18 ezer éves szerszámok és egy 30 ezer éves tűzrakóhely. A szerszámokat a Homo sapiens sapiens, azaz a modern ember használta, és itt tárták fel legrégebbi nyomait Ausztráliában. A területen korábban a Mungo-tó partvidéke húzódott, azonban ez a tó megközelítőleg 15 ezer évvel ezelőtt kiszáradt. Az ásatások során számos jó állapotban fennmaradt állatfosszíliát is feltártak. Napjainkban a terület legjellegzetesebb állata Ausztrália legnagyobb madara az emu. |                   |

| | Nyugat-Tasmania nemzeti parkjai |
| Felvétel: 1982, kiterjesztés: 1989 |                                 |
| Vegyes (III)(IV)(VI)(VII)(VIII)(IX)(X) |                                 |
| Hivatkozás: 181, védett terület: 1 584 233 ha |                                 |
| A Cradle-hegy és Tasmania délnyugati csúcsa között húzódó, 13800 négyzetkilométeren elterülő helyszín öt nemzeti parkból (Lake St. Clair, Franklin-Lower Gordon, Wild Rivers, South-West, Walls of Jerusalem, Hartz Mountains) és további védett területekből áll. Itt található a Föld egyik utolsó érintetlen ökoszisztémája, egy mérsékelt övi esőerdő egyedülálló állatvilággal. A védett területek hálózatához számos part menti sziget is hozzátartozik. A táj jellegzetes elemei a mély kanyonok, a fűrészfogú hegycsúcsok, a vízesések, a lápok, az elmocsarasodott térségek, a barlangok és a tavak. A látványos földtani formák glaciális eróziós folyamatok eredményei. A barlangokban feltárt leletek (kőszerszámok, kenumaradványok és sziklafestmények) szerint a szélsőséges időjárás ellenére a terület már 35 ezer évvel ezelőtt is lakott volt. A változatos növény és állatvilág bizonyítéka a vidék ősi, gondwanai örökségének. Az állatok között Tasmania elszigeteltsége miatt sok az endemikus faj, ilyen például a tasman ördög, a narancshasú fűpapagáj vagy az ékfarkú sas. |                                 |

| | Lord Howe-szigetcsoport |
| Felvétel: 1982 |                         |
| Természeti (VII)(X) |                         |
| Hivatkozás: 186, védett terület: 146 300 ha |                         |
| A Tasman-tengerben fekvő 28 tagból álló szigetcsoport egy hétmillió évvel ezelőtt kitört pajzsvulkán erősen erodálódott maradványa. Délnyugati partjainál kőkorallokból és elmeszesedett vörösalgákból kialakult zátony húzódik. Ez a világ legdélebben fekvő korallzátonya, amely az egymást váltó hideg és meleg áramlatok miatt jelentősen különbözik az északabbra található meleg vizes zátonyoktól. A szigeteken kis méretük ellenére változatos a táj, vulkáni hegyvonulatok, meredek lejtők és sziklák váltakoznak. A trópusi és a mérsékelt égöv határánál fekvő szigeteken távoli fekvésüknek köszönhetően sajátos ökoszisztéma alakult ki, itt élő 220 növényfaj egyharmada csak itt található meg. A sűrű erdőkben veszélyeztetett madárfajok élnek, köztük az ékfarkú viharmadár, a fehérhasú viharfecske és a röpképtelen barna bozótguvat. |                         |

| | Közép-Kelet-Ausztrália mérsékelt és szubtrópusi égövi esőerdeinek védett területei |
| Felvétel: 1986 |                                                                                    |
| Természeti (VIII)(IX)(X) |                                                                                    |
| Hivatkozás: 368, védett terület: 370 000 ha |                                                                                    |
| A helyszín nevét 2007-ben Gondwana Esőerdő Rezervátumra változtatták a déli földteke egykori szuperföldrészére utalva. Az Ausztrália keleti partja mentén húzódó Nagy-Vízválasztó-hegység közelében található és negyven különálló rezervátumot foglal magába. Átmeneti zónában fekszik a trópusi és a mérsékelt égövi klíma között, ezért viszonylag kis területen is rendkívül változatos vegetáció fejlődött ki benne és a természetes elszigeteltség új fajok kialakulását is elősegítette. Számos faj elődei őskori leleteken is nyomon követhetők, és viszonylag változatlan formában maradtak fenn. Itt él a világ páfrányainak és tűlevelűinek néhány legrégebbi populációja is. Madárvilága is változatos, viszonylag nagy egyedszámban található meg a lugasépítő, a szivárványlóri, a zöld szárnyú királypapagáj és a kacagójancsi. Sok itt honos növény és állat csak néhány helyen fordul elő a területen. A védett térség pajzsvulkán kráterei körül tanulmányozható földtani jelenségek és a kétszáz veszélyeztetett faj miatt a rezervátum a tudomány és a természetvédelem számára is kiemelkedő jelentőségű. |                                                                                    |

| | Uluru-Kata Tjuta Nemzeti Park (Ayers Rock) |
| Felvétel: 1987, kiterjesztés: 1994 |                                            |
| Vegyes (V)(VI)(VII)(VIII) |                                            |
| Hivatkozás: 447, védett terület: 132 566 ha |                                            |
| A kontinensnyi ország középső részén fekvő nemzeti parkban találhatók Ausztrália leghíresebb természeti képződményei az Uluru és a Kata Tjuta sziklák. A vörös homokkal borított síkságot uraló sziklák látható része csak a csúcsai olyan óriási kőtömböknek, amelyek mélyen a földfelszín alá nyúlnak. Körülbelül 570 millió évvel ezelőtt kezdtek kialakulni, kemény kőanyaguk kevésbé mállott szét mint környezetük. A 340 méter magasan kiemelkedő Uluru monolit alapkerülete 9,4 kilométer. A kőtömb sziklafestményeivel és szent helyeivel az őslakosok számára jelenleg is fontos kulturális szerepet tölt be. Hitük szerint őseik törvényeket hagytak az itt élőkre, amelyeket ma is követnek. Innen 32 kilométerre nyugatra fekszik Kata Tjuta, amelynek több mint 30 csúcsát vízmosások és völgyek tagolják. Az őslakosok a kedvezőtlen klíma ellenére is évezredek óta élnek a térségben, védik és óvják a területet. A park élővilágáról is nevezetes, 21 emlős-, több mint 170 madár-, 73 hüllő- és 7 denevérfajt dokumentáltak a területen. |                                            |

| | Wet Tropics Nemzeti Park |
| Felvétel: 1988 |                          |
| Természeti (VII)(VIII)(IX)(X) |                          |
| Hivatkozás: 486, védett terület: 893 453 ha |                          |
| Queensland állam esőerdeiből körülbelül kilencezer négyzetkilométernyi tartozik a világörökségi helyszínhez, ezek húsz védett területen helyezkednek el. Az Ausztrália északkeleti partja mentén 450 kilométer hosszan húzódó partvidéken évmilliók óta folyamatosan trópusi klíma uralkodik és itt található a földrész legváltozatosabb növényvilága. A vidék élő dokumentuma az Ausztrália élővilágát az utolsó 50 millió évben (a különálló földrészként eltöltött időszakban) alakító ökológiai és evolúciós folyamatoknak, fajok kialakulásának és kihalásának. A területen körülbelül nyolcszáz fafajta él, amelyek úgynevezett rétegzett erdőt alakítottak ki, az 50 méter magasságot is elérő fák mellett páfrányok, orchideák, mohák és zuzmók élnek. A térség állatvilága is változatos, a kontinensen élő erszényes és hüllőfajok egyharmada, a denevér- és pillangófajok kétharmada őshonos itt és jelentős az énekesmadarak egyedszáma is. |                          |

| | Cápa-öböl Természeti Park |
| Felvétel: 1991 |                           |
| Természeti (VII)(VIII)(IX)(X) |                           |
| Hivatkozás: 578, védett terület: 2 200 902 ha |                           |
| A zoológiai szempontból rendkívül fontos természetvédelmi terület Ausztrália legnyugatibb részén Perth városától 800 kilométerre található. A szirtekkel, lagúnákkal, homokdűnékkel tagolt tengerpart és öböl három dologról híres. Az egyik a tengeri tehenek (dugong) egy több mint tízezer példányos populációja, ami a világon a legnagyobbak közé tartozik, a másik a világ legnagyobb, körülbelül 5000 négyzetkilométeres tengerifű-telepe, a harmadik fotoszintetizáló kékbaktériumok által létrehozott üledékszerkezetek (sztomatolit-telepek), egyfajta folyamatosan növő algaréteg struktúrák. Ezek a baktériumok már 3,5 milliárd évvel ezelőtt is léteztek, a földi élet legkorábbi képviselői közé tartoznak. A tengerifű-mező kivételes fajgazdagsággal rendelkezik, elsősorban kisebb halak, héjas állatok és rákok élnek benne. A területen nagy számban láthatók ráják és cápák is esetenként palackorrú delfinek is megfigyelhetők. Itt található a púpos bálnák egyik párzóhelye, valamint tengeri teknősök és dugongok szaporodóhelye is. A szigetek és sziklák között sok tengeri madár is él, az ausztráliai madárfajok 35 %-a megtalálható itt. |                           |

| | Fraser-sziget |
| Felvétel: 1992 |               |
| Természeti (VII)(VIII)(IX) |               |
| Hivatkozás: 630, védett terület: 184 000 ha |               |
| A Queensland déli partja mentén található Fraser-szigetet néhány vulkanikus eredetű szikla kivételével homok alkotja, és 120 kilométeres hosszúságával ez a világ legnagyobb homokzátonya. Belsejének kisebb területeit esőerdő fedi, fehérhomokos partjaival, édesvizű tavaival, homokdűnéivel, szirtjeivel és a magroveerdőkkel kivételesen szép tájat alkot. A homokdűnék magassága eléri a 250 métert. Ezek egy része 140 ezer éve, a délnyugati szél hatására mozgásban vannak, évente körülbelül 3 métert mozdulnak el északnyugati irányban. A szilárdabban lerakódott részeken 700 ezer év éghajlat- és tengerszint változásait lehet nyomon követni. A sziget körülbelül 2000 éve lehet lakott, telepesen nagyobb arányban csak a 19. század közepén jelentek meg rajta és rögtön el is kezdték az értékes fafajtákért kiirtani az őserdőket. A megmaradt erdőben sokszínű növényvilág él, ezen kívül többek között ritka madarak és békák élőhelye is. Az emlősök száma kevés (köztük denevérfajok), a legnépesebb populációkat a madarak alkotják, több mint 230 fajjal. A sziget jellegzetes madara a királypapagáj, a feketemellű fürj és fontos állomáshelye a gázlómadaraknak is. |               |

| | Riversleigh/Naracoorte őslény-lelőhelyei |
| Felvétel: 1994 |                                          |
| Természeti (VIII)(IX) |                                          |
| Hivatkozás: 698, védett terület: 10 326 ha |                                          |
| Az Ausztrália északi és déli részén egymástól távol fekvő két lelőhely a kontinens 65 millió évvel ezelőtti élővilágának fejlődéséről tanúskodik. A riversleigh-i lelőhelyen történt felfedezések hozzájárulnak a kontinensek 45-50 millió évvel ezelőtti vándorlásának rekonstrukciójához. Alapvetően változtatták meg a helyi gerincesekről alkotott korábbi elképzeléseket, és az emlősök fejlődésének 20 millió éves szakasza követhető nyomon abból a korból, amikor Ausztrália még az ősi Gondwana szuperkontinens része volt. A Naracoorte területén lévő Victoria-barlangban számos faj fosszíliája került elő, köztük tüdőshalak, hüllők, kloákások, erszényesek, csőrös emlősök és más emlősök maradványaival. Végigkövethetők egyes fejlődési vonalak, megtalálhatók köztük ma is élő állatok első megjelenései is. A barlang világviszonylatban is az egyik leggazdagabb fosszílialelőhely, 99 emlősfaj több tízezer egyedének maradványait tárták fel itt. Méreteik a néhány centiméterestől a több méteresig (pl. erszényesek) terjed. A lelőhelyek segítségével következtetni lehet a legkorábbi emberi jelenlét időpontjára is. |                                          |

| | Heard-sziget és McDonald-szigetek |
| Felvétel: 1997 |                                   |
| Természeti (VIII)(IX) |                                   |
| Hivatkozás: 577, védett terület: 658 903 ha |                                   |
| Az Indiai-óceán déli részén, a kontinenstől távol eső két sziget az egyetlen ahol a szubantarktikus zónában vulkáni tevékenység folyik. A mindentől távol eső szigeteket csak a 19. században fedezték fel. A Heard-szigeten álló Mawson Peak, egy 2745 méter magas tűzhányó Ausztrália legmagasabb hegye. A vulkáni tevékenység betekintést enged a szigetek mélyén lejátszódó földtani folyamatokba, elszigeteltségük pedig az állat- és növényvilág fejlődésébe. Az erős nyugati légáramlatok látványos felhőalakzatokat és változatos csapadékformákat hoznak létre. A szigeteken csak őshonos fajok élnek, leggyakoribb állataik a bóbitás pingvinek, az antarktiszi medvefókák, az elefántfókák, a királypingvinek és madarak. A Heard-sziget 70%-át jég és gleccserek fedik, míg a McDonald-sziget felszínének 90%-át gleccserek és jéglemezek borítják. Az itteni gleccserek nagyon gyorsan reagálnak a klímaváltozásokra, ami így szintén tanulmányozható a területen. |                                   |

| | Macquarie-sziget |
| Felvétel: 1997 |                  |
| Természeti (VII)(VIII) |                  |
| Hivatkozás: 629, védett terület: 540 000 ha |                  |
| A Lachlan Macquarie-ről, Új-Dél-Wales 1810 és 1821 közötti brit kormányzójáról elnevezett, Ausztrália és az Antarktisz között körülbelül félúton lévő sziget az indoausztrál és a csendes-óceáni kéreglemezek találkozásánál létrejött Macquarie-gerinc nevű víz alatti hegyvonulat csúcsa. A sziget lakatlan, csak egy kutatóállomás található rajta. A szubarktikus sziget 35 kilométer hosszú és 5 kilométer széles. A geológiai kutatások szempontjából rendkívül fontos, mert ez az egyetlen sziget ahol a tengerfenék alatt 6 kilométerre lévő rétegek a vízszint fölé emelkedtek és ott tanulmányozhatók. Az itt található természetvédelmi terület a szigetből és több mint 160 000 négyzetkilométer tengerből áll, változatos élővilággal. A meredek hegyoldalakkal és tavakkal tagolt táj jellegzetes állatai az elefántfókák és a pingvinek, amelyekből a becslések szerint 850 ezer pár él itt, ezen kívül fontos fészkelőhelye az albatroszoknak is. |                  |

| | Greater Blue-hegység Övezet |
| Felvétel: 2000 |                             |
| Természeti (IX)(X) |                             |
| Hivatkozás: 917, védett terület: 1 032 649 ha, pufferzóna: 86 200 ha |                             |
| A Greater Blue, a nagy Kék-hegység, a Nagy-Vízválasztó-hegység része körülbelül egymillió évvel ezelőtt emelkedett ki 600 és 1000 közötti magasságba. A homokkő alakzatokkal, barlangokkal, meredek sziklákkal, kanyonokkal és völgyekkel tagolt hegység még csak részben feltárt. A Sydney-től 60 kilométerre kezdődő világörökségi helyszínt nyolc területe alkotja, ezek a Blue-hegység, a Wollemi, Yengo, Nattai, Kamangra, Boyd, Garden of Stone, Thirlmere-tó nemzeti parkok és a Jenolan-barlangok karsztrezervátuma. A szélsőséges klimatikus viszonyok és a tápanyagszegény talaj miatt egyedi ökoszisztémák jöttek létre, ritka és veszélyeztetett növényfajokkal. Vadon élő eukaliptusz populációja egyedülálló, a területen összesen 101 fajukat tartják nyilván, ami az összes létező faj 14 %-a. A védett területen összesen körülbelül 150 őshonos növényfaj él, egyiküket a wollemi fenyőt csak 1994-ben fedezték fel. A korábban kihaltnak hitt növény története 90 millió évre nyúlik vissza. A homokkő fennsíkon 12 endemikus eukaliptuszfajt azonosítottak. A terület leghíresebb látványossága a 300 méter magas Három Nővér-szikla. |                             |

| | Purnululu Nemzeti Park |
| Felvétel: 2003 |                        |
| Természeti (VII)(VIII) |                        |
| Hivatkozás: 1094, védett terület: 239 723 ha, pufferzóna: 79 602 ha |                        |
| A Nyugat-Ausztrália északi részén fekvő 2397 négyzetkilométeres nemzeti park szokatlan látképét a környező mezőkből 300 méterre kiemelkedő homokkő kupolák és piramisok alkotják. A látványos dombok körülbelül 370 millió évesek, a ma is látható méhkas alakú formákat az erózió az elmúlt 20 millió évben hozta létre. A kaptár alakú tornyok között 100-200 méteres szakadékok húzódnak, ez az egyik legnagyobb ilyen jellegű formáció a világon. Ezek az egyedülálló képződmények számos geológiai, biológiai és éghajlati jelenség kölcsönhatásának következtében alakultak ki. A vízszintesen csíkozott sziklák színe az évszakokkal együtt változik, főleg eső után. A csíkokat puhább sziklák alkotják bennük cianobaktériumokkal, a többi réteg keményebb kőzet vas- és mangán tartalommal. A parkban négy nagyobb ökoszisztéma különíthető el, a park középső részének tagolt fennsíkja, az ezt övező homokos síkságok, az Ord-folyó völgye és mészköves területek a park északi és nyugati részén. |                        |

| | A Királyi Kiállítási Épület és a Carlton-kert, Melbourne |
| Felvétel: 2004 |                                                          |
| Kulturális (II) |                                                          |
| Hivatkozás: 1131, védett terület: 26 ha, pufferzóna: 55,26 ha |                                                          |
| A Melbourne-i Carlton-kertben álló Királyi Kiállítási Épületet az 1880-as és az 1888-as világkiállításokra tervezték. Az Ausztrália legfontosabb történeti épületegyüttesei közé tartozó kiállítási csarnokot tégla, fagerenda, acél és pala felhasználásával építették, a terveket a bizánci, a román kori és a reneszánsz építészeti stílusokra alapozták. Ez az egyetlen sértetlenül fennmaradt nemzetközi kiállítási csarnok a korai időkből, építésekor már eleve úgy tervezték, hogy a kiállítás bezárása után is hasznosítani fogják. A kiállításra emelt épületek befolyásolták az adott kor építészetét, a melbourne-i épület kupolája, nagyméretű csarnoka és feltűnő bejáratai még jobban kiemelték a bemutatott technológiai újdonságokat. A Carlton-kert a 19. század vége óta többé-kevésbé megőrizte eredeti formáját, amely széles utcákból, kocsiutakból, virágágyásokból, egy ösvényrendszerből, facsoportokból, kisebb tavakból, szökőkutakból vízesésekből és gyalogutakból áll. Kialakítása jellemző volt a századvég kertépítészetére. |                                                          |

| | Sydney-i Operaház |
| Felvétel: 2007 |                   |
| Kulturális (I) |                   |
| Hivatkozás: 166, védett terület: 5,8 ha, pufferzóna: 438,1 ha |                   |
| Az 1973-ban felavatott sydney-i Operaház a 20. századi építészet kiemelkedő alkotása, Ausztrália egyik jelképe. Az épület egy hatalmas emelvényen áll, amit három oldalról víz vesz körül. Egymásba kapcsolódó kagyló vagy vitorla alakú épületelemei alatt két nagyobb előadótermet és egy éttermet alakítottak ki. Az épület tervezésére 1955-ben írták ki a pályázatot, amit a korábban kevéssé ismert dán Jørn Utzon nyert meg. Az építkezés kockázatos volt, mert még a munkálatok 1959-es megkezdésekor sem volt egyértelmű, hogy a különleges formájú tetőszerkezetek megépíthetők-e. A bordázatot előregyártott betonelemekből készítették el, a tetőzetet kerámialapokkal borították be, a nyitott oldalakra 2000 üvegtáblát helyeztek el. 1966-ban az építkezés irányítását hosszas viták után egy ausztrál építészcsapat vette át. A tengerparti környezetben, sétálóutcák között álló rendkívüli épület jelentős hatást gyakorolt az építészetre és lendületet adott az építészek, mérnökök és kivitelezők közötti kreatív együttműködésnek. |                   |

| | Ausztrál fegyenctelepek |
| Felvétel: 2010 |                         |
| Kulturális (IV)(VI) |                         |
| Hivatkozás: 1306, védett terület: 1 502,51 ha, pufferzóna: 3 746,68 ha |                         |
| A 18. és 19. századi brit alapítású több ezer fegyenctelepből tizenegy tartozik a világörökségi helyszínhez, amelyek Sydney környékén, Tasmaniában, a Norfolk-szigeten és Fremantle városban találhatók. A telepeket azután alapították, hogy Nagy-Britannia elvesztette észak-amerikai deportálásra szolgáló helyeit. A telepeken körülbelül 166 ezren éltek, akiket 1787 és 1868 között deportáltak. Ez a tizenegy telep a nagyarányú fegyenckitelepítés legjobb állapotban megmaradt emlékei, különböző épülettípusok maradványai. A fegyencek nagy szerepet játszottak a gyarmati terjeszkedésben, erdőt irtottak, házakat, utakat építettek, teljes településeket hoztak létre. Az volt a koncepció, hogy a gyarmati fejlesztésben végzett munka az elítéltek rehabilitációját szolgálja. Cselédmunkát is végeztek, kőfejtőkben és malmokban is dolgoztak. Sokan szabadulásuk után sem tértek haza, ők a mai ausztrál lakosság európai származású ősei. |                         |

| | Ningaloo part |
| Felvétel: 2011 |               |
| Természeti (VII)(X) |               |
| Hivatkozás: 1369, védett terület: 705 015 ha |               |
| Az Ausztrália nyugati részén fekvő Ningaloo part természetvédelmi része hatszázezer hektár területet foglal magába. Itt terül el a világ egyik leghosszabb egybefüggő part menti korallzátonya. A mészkőből álló partot karsztbarlangok és földalatti vízfolyások kiterjedt rendszere tagolja. A nagyrészt érintetlen terület változatos élőhelyeket kínál, lagúnákat, korallzátonyokat, sziklás partokat, mangrove mocsarakat, homokos partszakaszokat valamint nyílt vízi és kontinentális tengerparti élőhelyeket. Legsűrűbben lakott része a korallzátony, ahol trópusi és mérsékelt égövi fajok egyaránt előfordulnak. Eddig megközelítőleg 300 korallfélét, 700, a korallzátonyon élő halfajt, 650 puhatestűt, 600 rákfajtát, és 1000 féle tengeri algát azonosítottak. A védett terület egyike a cetcápák éves gyülekezési helyének, amikor átlagosan 300-500 példányt figyelnek meg. Ezen kívül a tengeri teknősök fontos költőhelye, a tojások számára évente kialakított fészkek számát tízezerre becsülik. A védett terület nagy része érintetlen azonban komoly veszélyt jelent rá a turizmus, az illegális halászat, az illegális hulladéklerakás valamint növényzet csökkenése. |               |

| | Budj Bim kultúrtáj |
| Felvétel: 2019 |                    |
| Kulturális (III)(V) |                    |
| Hivatkozás: 1577, védett terület: 9 935 ha |                    |
| A kultúrtáj Ausztrália délnyugati részén az aboriginal Gunditjmara népesség területén fekszik. Hozzá tartozik a Budj Bim vulkán a Tae Rak (Condah-tó), valamint Kurtonitj vidékének mocsaras területei és délen a Tyrendarra, egy sziklás és lápos térség. A Budj Bim vulkán lávaömlései összekötötték ezeket a különálló területeket és ez tette lehetővé az itt élők számára, hogy kialakítsák a világ egyik legrégebbi és legnagyobb vízgazdálkodási rendszerét. A vulkanikus eredetű kőzeteket felhasználva csatornákat, gátakat, víztározókat építettek, összegyűjtötték a csapadékot és medencéket alakítottak ki, amelyekben csapdába ejtették, felnevelték, tenyésztették és végül lehalászták az ausztrál angolnát (Anguilla australis). Az angolnatenyésztés 6 600 éven át az itteni népesség gazdaságának központi eleme volt. |                    |

## Elhelyezkedésük
| Heard-sziget és McDonald-szigetek | Macquarie-sziget Lord Howe-szigetcs. |